# Pidlissea, Liuboml
Pidlissea (în ucraineană Підлі́сся) este un sat în comuna Hușcea din raionul Liuboml, regiunea Volînia, Ucraina.

## Demografie
Componența lingvistică a localității Pidlissea
     Ucraineană (100%)
Conform recensământului din 2001, toată populația localității Pidlissea era vorbitoare de ucraineană (100%).